# Limnothrissa miodon
Limnothrissa miodon é uma espécie de peixe da família Clupeidae. É um monotípico dentro do género Limnothrissa.
Pode ser encontrada nos seguintes países: Burundi, República Democrática do Congo, Moçambique, Ruanda, Tanzânia, Zâmbia e Zimbabwe.
Os seus habitats naturais são: lagos de água doce, como o lago Kariba.